# Imam Bonjol

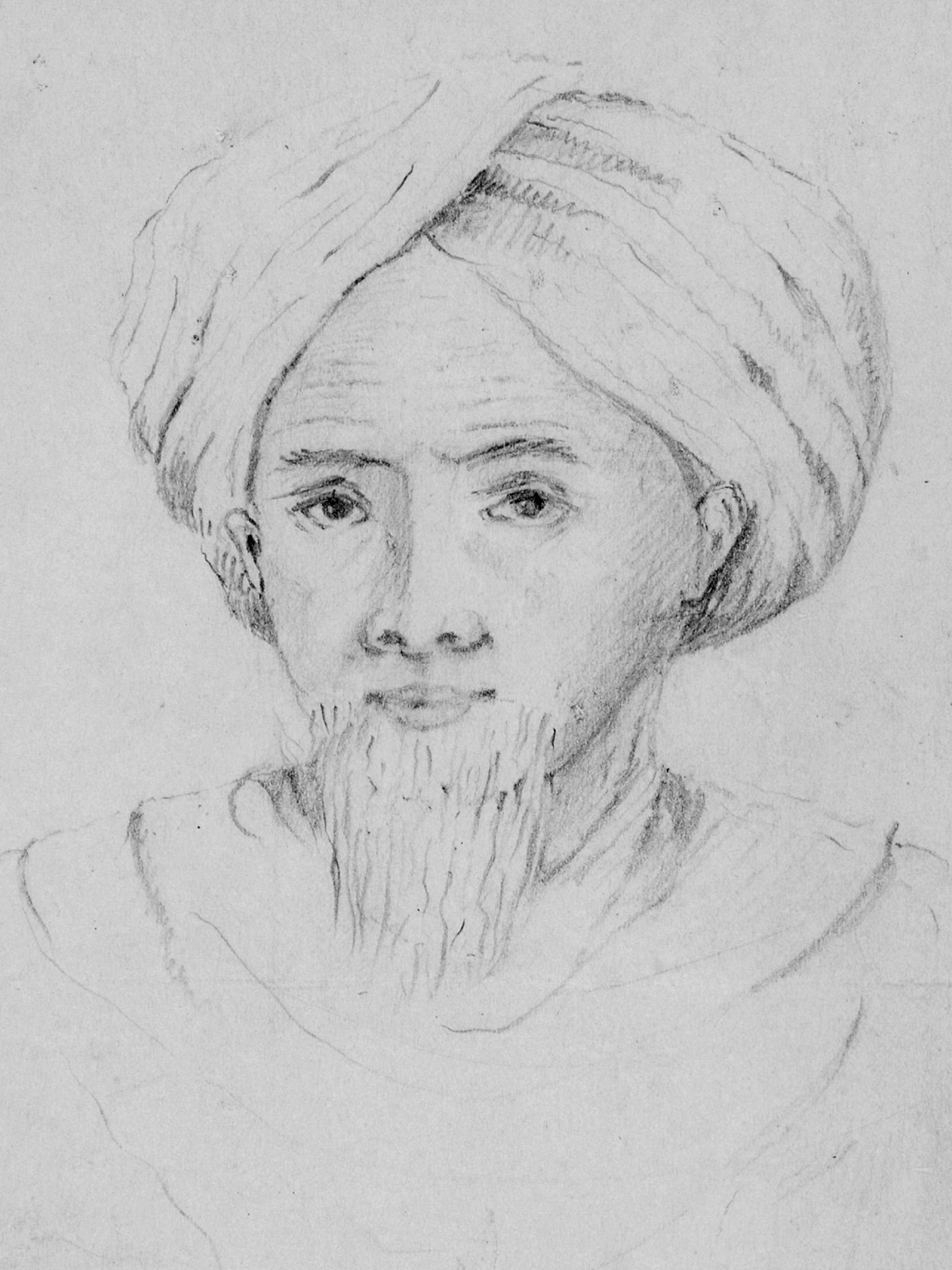
Tuanku Imam Bonjol

Tuanku Imam Bonjol (Tanjung Bunga (Sumatra), 1772 – Pineleng (Celebes), 6 november 1864) was een van de meest populaire leiders van de Padribeweging in West-Sumatra, Indonesië (zie ook Padri-oorlogen). Hij was de stichter van de staat Bonjol. Imam Bonjols echte naam was Peto Syarif Ibnu Pandito Buyanudin.

## Biografie
In 1832 werd hij gevangengenomen na de Nederlandse aanval op Pandai Sikek. Na drie maanden gevangenschap wist hij te ontsnappen om de strijd vanuit Bonjol voort te zetten.
In 1837 werd Bonjol –na misleid te zijn- opnieuw door de Nederlanders gevangen genomen en daarna verbannen. Hij verbleef achtereenvolgens in Cianjur (West-Java), Ambon en later in Manado (Celebes). 
Imam Bonjol overleed in 1864 op 92-jarige leeftijd in de buurt van Pineleng, Celebes. Op de plaats van zijn graf staat een gebouwtje in de vorm van een traditioneel Minangkabaus huis (rumah gadang).

## Nationale held
Imam Bonjol werd in 1973 uitgeroepen tot Nationale held van Indonesië. Hij staat afgebeeld op het bankbiljet van 5000 rupiah.